# Colonna (rione)

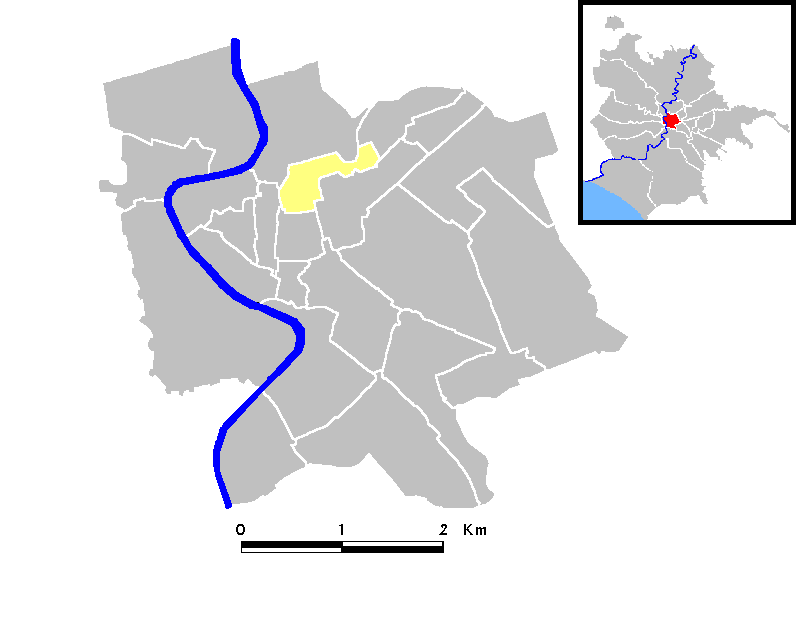
Colonna (rione)

Znak rione

Colonna (italsky sloup) je III. římskou městskou částí (rione). Zabírá jižní část Campa Martia k Piazza San Silvestro a paláci Montecitorio.

## Historie
Jméno je odvozeno od sloupu Marka Aurelia, který stojí na Piazza Colonna. Ve středověku byla tato oblast nazývána Regio Columne et Sancte Marie in Aquiro.

## Znak
Znak je tvořen třemi proužky na červeném pozadí. Existuje také znak s jedním pruhem na červeném pozadí, znak rodu Colonnů, jejíž palác stojí v této čtvrti.

## Památky
- Casa Vaca
- Tempio di Adriano
- Galleria Alberto Sordi
- Palazzo Capranica
- Palazzo Chigi
- Sant'Andrea delle Fratte
- San Lorenzo in Lucina
- Santa Maria in Aquiro
- Santa Maria Maddalena
- San Macuto
- Santi Bartolomeo e Alessandro dei Bergamaschi
- San Silvestro in Capite
- San Giuseppe a Capo le Case
- Santi Ildefonso e Tommaso da Villanova
- Santa Maria d'Itria
- Cappella dei Re Magi